# Концесия
Концесията е право на експлоатация върху обект от обществен интерес, предоставен от концедент на търговец – концесионер, срещу задължението на концесионера да изгради и/или управлява и поддържа обекта на концесията на свой риск. Концесията се предоставя въз основа на дългосрочен писмен договор с определен материален интерес, сключен между концедента и концесионера и според предмета си може да бъде: концесия за строителство, за услуги и за добив. Срещу предоставеното право на експлоатация може да се предвиди задължение на концесионера за извършване на концесионно плащане, но е възможно да се предвиди и заплащането на компенсация от страна на концедента в полза на концесионера в добавка към правото на концесионера да експлоатира обекта на концесията (само при концесията за строителство и концесията за услуги). В този случай компенсацията представлява заплащането от страна на концедента на част от разходите за обекта на концесията, като тя не освобождава концесионера от поемане на основната част от риска по изграждането и/или по управлението и поддържането на обекта на концесията. Възможността за извършване на компенсация или на концесионно плащане се определя с решението за откриване на процедура за предоставяне на концесия в зависимост от икономическата ефективност от експлоатацията на обекта на концесията, определена на базата на срока на концесията и прогнозираните разходи за строителство, управление и поддържане на приходи от експлоатацията.

## В България
Срокът на концесията е до 35 години без право на продължаване. На концесия се предоставят обектите от обществен интерес, които са обявени за изключителна държавна собственост; обекти, имоти или части от имоти – публична или частна държавна, както и публична или частна общинска собственост, с които се извършва стопанска дейност; имоти или части от имоти – собственост на публичноправна организация, с които се извършва стопанска дейност. При предоставянето на концесията концедентът запазва правото на собственост върху обекта на концесията, като приращенията и подобренията върху обекта на концесията, включително когато не са в изпълнение на концесионния договор, стават собственост на концедента от момента на възникването им. При прехвърляне на собствеността върху обекта на концесията, концесионният договор остава в сила спрямо приобретателя.
В процедурата за предоставяне на концесия може да участва всяко физическо или юридическо лице или обединение от такива лица. Както
се вижда обаче от чл. 16/2/, /3/ и /4/ от ЗК някои от тях може и въобще да не бъдат допуснати до участие. Законът борави с термините „кандидат“ и „участник“ по отношение на лицата, които вземат участие в процедурите по предоставяне на концесия, като двете не са синоними и имат редица отлики. „Кандидат“ е физическо или юридическо лице или обединение от такива лица, което е закупило документация и има интерес: да подаде оферта при открита процедура или да получи покана да представи оферта при участие в ограничена процедура или състезателен диалог. „Участник“ е физическо или юридическо лице или обединение от такива, което е представило оферта. „Концедент“ съгласно закона за концесиите в зависимост от това дали се касае за държавна или общинска собственост, или за обект, собственост на публичноправна организация, е съответно: министерският съвет; общинският съвет; публичноправна организация, представлявана от орган съгласно устройствения ѝ акт. „Концесионер“ е участникът в процедура за предоставяне на концесия, с когото концедентът е сключил концесионен договор.
Самото предоставяне на концесията включва следните действия, извършени в строга хронологическа последователност: извършване на подготвителни действия; провеждане на процедура за предоставяне на концесия; сключване на концесионен договор. А самата процедурата за предоставяне на концесия от своя страна се състои от следните действия: приемане на решение за откриване на процедура за предоставяне на концесия; провеждане на открита процедура, ограничена процедура или състезателен диалог за предоставяне на концесия; определяне на концесионер.
Централна роля при подготвителните действия и внасянето на предложение за предоставяне на концесиите осъществяват компетентния министър /когато се касае за концесия с обект – държавна собственост или т. нар. също „държавна концесия“/, кмета на общината /за концесия с обект – общинска собственост или т.нар „общинска концесия“/ или лицето, което управлява публичноправна организация /за концесия с обект – собственост на публичноправна организация, наричана за улеснение „обществена концесия“/. Подготвителните действия включват изработване от посочените органи на обосновка на концесията, която се основава най-малко на правен, финансово-икономически, технически и екологичен анализ. С обосновката се мотивира предложението за предоставяне на концесия и се определят характеристиките на обекта на концесията и основното ѝ съдържание. Въз основа на обосновката компетентният орган, осъществяващ подготвителните действия по предоставянето на концесията подготвя проекти на:
1. решение за откриване на процедурата за предоставяне на концесия;
2. обявление за провеждане на процедурата;
3. концесионен договор;
4. документация за участие – при открита и ограничена процедура, или описателен документ – при състезателен диалог.

Концесионерът се определя чрез провеждане на: открита процедура; ограничена процедура; състезателен диалог; електронен търг – като допълнителна процедура при откритата или ограничената процедура.
За провеждането на посочените процедури, компетентният орган, посочен в ЗК /а именно министър-председателя при държавните концесии, кметът на общината за общинските концесии и органът, който управлява публичноправната организация при обществените концесии/, назначава комисия. При провеждане на процедура за предоставяне на концесия комисията отстранява с решение от участие в процедурата кандидатите или участниците, за които е налице някое от обстоятелствата по чл. 16, ал. 2 и 3 от ЗК. От участие в процедурата се отстраняват и кандидатите или участниците, за които е налице обстоятелство по чл. 16, ал. 4, което е определено с обявлението за провеждането на процедура по предоставяне на концесия. Комисията извършва подбор на кандидатите или участниците, допуснати до участие в процедурата за предоставяне на концесия съгласно три основни критерия: пригодност за изпълнение на професионална дейност; икономическо и финансово състояние; технически възможности и/или професионална квалификация. Критериите за подбор на кандидатите се определят в съответствие със спецификата на обекта на концесията и на извършваните с него стопански дейности и се посочват в обявлението.
Кандидатите, които отговарят на критериите за подбор, се определят с решение на комисията и могат да продължат участието си в процедурата, а останалите се отстраняват.
При ограничена процедура и състезателен диалог обявлението може да включва и ограничаване на броя на кандидатите, които в резултат на подбора, съответно на проведените разговори, се канят да представят оферти. В тези случаи в обявлението се посочват обективни и недискриминационни критерии, които се прилагат, както и минималният брой на поканените кандидати. В тези случаи минималният брой на кандидатите, които се канят да подадат оферти, не може да бъде по-малък от петима – при ограничена процедура, и от трима – при състезателен диалог. Когато в процедурата участват по-малък брой кандидати, комисията е длъжна да покани всички кандидати, отговарящи на критериите, посочени в обявлението.
При открита процедура, ограничена процедура и състезателен диалог критерият за оценка на офертите е икономически най-изгодната оферта. Веднага прави впечатление разликата от критериите за оценка на офертите, представени от участници в процедурите по възлагане на обществени поръчки – критерият цена при концесиите липсва. Икономически най-изгодната оферта, както и при обществените поръчки, се определя въз основа на комплексна оценка на офертата съгласно критериите, определени в решението и в обявлението за откриване на процедура за предоставяне на концесия. В решението за откриване на процедура за предоставяне на концесия, в обявлението и в методиката за оценяване на офертите се посочват критериите и относителната тежест на всеки от тях. Начинът за оценяване на отделните критерии се определя с методиката за оценяване, която е неразделна част от документацията за участие в процедурата. Оферта, която не отговаря на критериите и изискванията за тяхното удовлетворяване, не се оценява.
Открита процедура е процедурата за предоставяне на концесия, при която всяко лице може да подаде оферта.
Ограничена процедура е процедурата за предоставяне на концесия, при която оферта може да подаде кандидат, който е получил покана след подбора.
Ограничената процедура за предоставяне на концесия се провежда на два етапа:
1. допускане и подбор по реда на чл. 25 и 26;
2. подаване на оферти от кандидатите, получили покана след подбора.

Състезателен диалог е процедурата за предоставяне на концесия, при която оферта може да подаде кандидат, който е получил покана след провеждане на разговори с допуснатите кандидати.
Състезателният диалог се провежда на три етапа:
1. допускане и подбор по реда на чл. 25 и 26;
2. провеждане на разговори с кандидатите, получили покана да продължат участието си в процедурата след подбора, за обсъждане на предложения, които отговарят на критериите и изискванията, посочени в обявлението по чл. 41 или в описателния документ;
3. подаване на оферти от кандидатите, предложили подходящи решения и получили покана.

Процедура на състезателен диалог се провежда само за концесия за строителство в особено сложни случаи, когато по обективни причини не може да се определи някое от следните обстоятелства:
1. техническите спецификации за удовлетворяване на целите и/или параметрите на концесията, отнасящи се до проектирането, методите за изчисляване във връзка с проектирането и строителството, изпълнението на строителството и/или използваните материали;
2. правната и/или финансовата рамка на концесията.

Провеждането на разговорите с допуснатите кандидати се извършва на кръгове, при които комисията обсъжда с всеки кандидат поотделно предложените от него решения. В резултат на проведените разговори комисията изработва документация за участие в процедурата. При необходимост, преди одобряване на документацията, комисията може да предложи на концедента да допълни решението за откриване на процедурата преди отправянето на покани за подаване на оферти. В тези случаи концедентът може да приеме решение за допълнение на решението за откриване на процедурата. Решението се обнародва в „Държавен вестник“. След обнародването на решението комисията предлага, а органът по чл. 19, ал. 1 – 3 от ЗК одобрява документацията за участие. Комисията отправя покани за подаване на оферти до кандидатите, предложили подходящи решения, и им предоставя документацията за участие. Офертата на участник в състезателния диалог трябва да отговаря на изискванията и условията на концесията, определени с документацията за участие.
Електронен търг може да се провежда при открита или ограничена процедура, когато техническите спецификации на концесията са точно определени и в решението за откриване на процедура за предоставяне на концесия е предвидено, че след предварителна оценка на офертите определянето на концесионер се извършва чрез електронен търг. Провеждането на електронен търг се посочва и в обявлението за провеждане на процедурата. Електронният търг се провежда след извършване на предварителна оценка на офертите на участниците по критериите по чл. 28, ал. 1 в съответствие с методиката за оценка и може да се проведе на последователни кръгове. За предоставяне на концесия за строителство, която включва в предмета си и интелектуална дейност като проектиране на строителни обекти, не може да се провежда електронен търг. Критериите за оценка на резултатите от електронния търг са: цена и икономически най-изгодна оферта.
В резултат на извършените подготвителни действия органът по чл. 19, ал. 1 – 3 прави мотивирано предложение пред концедента за откриване на процедура за предоставяне на концесия. Към предложението се прилагат обосновката на концесията по чл. 21, проектите по чл. 22 и други документи, определени със закон или с правилника за прилагане на този закон. Въз основа на това предложение концедентът приема решение за откриване на процедура за предоставяне на концесия. Решението се обнародва в „Държавен вестник“. В 7-дневен срок от влизането в сила на решението за откриване на процедура за предоставяне на концесия органът по чл. 19, ал. 1 – 3 със заповед одобрява обявление за провеждане на процедурата, документация за участие в открита и ограничена процедура, съответно описателен документ при състезателен диалог, и проект на концесионен договор и изпраща обявлението за обнародване в „Държавен вестник“ и за вписване в Националния концесионен регистър. При издаването на заповедта органът по чл. 19, ал. 1 – 3 е обвързан с решението за откриване на процедура за предоставяне на концесия.
След обнародването на обявлението в „Държавен вестник“ органът по чл. 19, ал. 1 – 3 публикува съобщение за процедурата за предоставяне на концесия в средствата за масово осведомяване и/или в Интернет и подготвя документацията за участие. Комисията може да определи част от документацията за участие в процедурата за конфиденциална. В тези случаи кандидатите и участниците в процедурата са длъжни да подадат декларация по образец, приложен към документацията, с която се задължават да не разгласяват конфиденциалните данни.
Заявление за участие в ограничена процедура и състезателен диалог и оферта за участие в открита процедура може да подаде лице по чл. 16, ал. 1, за което не е налице обстоятелство по чл. 16, ал. 2 – 4. Оферта за участие в ограничена процедура, състезателен диалог и електронен търг може да подаде кандидат, който е получил покана след подбор при ограничена процедура, след провеждане на разговори при състезателен диалог или след предварително оценяване на офертата при електронен търг. Сроковете за получаване на заявления и оферти се определят в обявлението. До изтичането на срока за получаване на офертите всеки участник в процедурата може да промени, да допълни или да оттегли офертата си. Кандидат в процедура за предоставяне на концесия има право да подаде само една оферта. Кандидатът може да предложи няколко варианта в офертата си освен в случаите, когато с обявлението е ограничена възможността за това. Комисията разглежда и класира само вариантите на офертите, които удовлетворяват обявените с документацията за участие минимални изисквания. Към офертата всеки участник може да приложи декларация, в която посочва коя част от съдържащата се в нея информация е конфиденциална.
Заедно с офертите си кандидатите представят гаранция за участие в процедурата под формата на внесен депозит или банкова гаранция. Формата на гаранцията се избира от кандидатите. Гаранцията обезпечава участието на кандидата в процедурата за предоставяне на концесия и сключването на концесионния договор от участника, определен за концесионер. Гаранцията се освобождава със заповед на органа, който организира провеждането на процедурата за предоставяне на концесия, в 7-дневен срок от изтичането на срока за обжалване на решението за определяне на концесионер, съответно на решението за прекратяване на процедурата. Гаранциите на участници, които са преустановили участието си в процедурата, се задържат, съответно се усвояват. Не се освобождава в срока по ал. 3 гаранцията на:
1. участника, определен за концесионер;
2. участника, обжалвал решението за определяне на концесионер. Гаранцията на участник, определен за концесионер, се задържа, съответно се усвоява, в случаите, когато той не сключи концесионния договор в определения срок, а когато го сключи – гаранцията се освобождава в 7-дневен срок. Гаранцията на участник, обжалвал решението за определяне на концесионер, се задържа, съответно се усвоява, в случаите, когато влязлото в сила решение остави жалбата без уважение. В останалите случаи гаранцията се освобождава в 7-дневен срок от влизането в сила на решението по жалбата. Концесионерът представя гаранции и/или други обезпечения за изпълнение на задълженията си по концесионния договор. Гаранциите и обезпеченията се определят с решението за откриване на процедура за предоставяне на концесия.

Органът, който организира провеждането на процедурата за предоставяне на концесия, представя на концедента доклад и проект за решение за определяне на концесионер в срок, определен със заповедта за назначаване на комисията, който не може да бъде по-дълъг от три месеца, а в случаите на електронен търг – в двуседмичен срок от приключването му. Към доклада се прилага протоколът на комисията по чл. 48, ал. 2. Въз основа на доклада и протокола на комисията след самостоятелна преценка на изложените в тях факти и обстоятелства концедентът приема решение за:
1. определяне на концесионер на класирания на първо място участник, или
2. възлагане на комисията да отстрани констатирани нередовности, след което да извърши ново класиране, или
3. прекратяване на процедурата в случаите по чл. 60, ал. 1, т. 1 – 4.

Решението се обнародва в „Държавен вестник“ и може да бъде обжалвано в 10-дневен срок от обнародването пред КЗК. С решението за определяне на концесионер се:
1. конкретизират основните елементи на концесията в съответствие с офертата на участника, предложен за концесионер, които не са определени или са определени в граници с решението за откриване на процедурата за предоставяне на концесия;
2. определя срок за сключване на концесионния договор, който не може да бъде по-дълъг от три месеца. Концедентът може да определи за концесионер класирания на второ място участник, при условие че класираният на първо място не сключи концесионния договор в определения срок.

Процедурата за предоставяне на концесии може да се прекрати при определени обстоятелства, ако ли не се пристъпва към сключване на концесионния договор. Той се сключва след изтичане на срока за обжалване по чл. 58, ал. 3 от ЗК, когато няма подадена жалба или в подадената жалба не е направено искане за налагане на временна мярка. При сключване на концесионния договор участникът, определен за концесионер, е обвързан с предложенията, направени с офертата му и с проекта на концесионен договор. В случаите по чл. 59, ал. 2 концесионният договор се сключва с класирания на второ място участник при условията на първия и в същия срок, който започва да тече от получаването на писмена покана. Концесионният договор се сключва в писмена форма най-малко в три оригинални екземпляра – по един за страните и един за Националния концесионен регистър. Приложенията към концесионния договор се изработват в толкова екземпляра, колкото са и оригиналите на договора. Концесионният договор за общинска концесия се подписва в 4 оригинални екземпляра. Четвъртият екземпляр се изпраща на общинския съвет в тридневен срок от подписването на концесионния договор. По реда на раздел 4 е възможно последващо изменение на сключения договор за концесия, а при определени обстоятелства /чл. 74 и чл. 75/ дори и неговото предсрочно прекратяване. При прекратяване на концесионния договор концесионерът е длъжен да предаде обекта на концесията на комисия, назначена от органа по чл. 77, а в случаите на прекратяване по право – от органа, който представлява концедента по концесионния договор. За предаването и приемането на обекта се съставя протокол, който се подписва от членовете на комисията и от упълномощен представител на концесионера. Когато със закон не е предвидено друго, паричните постъпления от концесионни плащания за държавни концесии и от гаранции и обезщетения се разпределят, както следва:
1. осемдесет и пет на сто – в приход на републиканския бюджет;
2. петнадесет на сто – в приход на бюджета на Министерството на финансите за покриване на разходите по концесиите. Всяко решение, действие или бездействие на орган, на комисията или на длъжностно лице в процедурата по предоставяне на концесия подлежи на обжалване относно неговата законосъобразност пред Комисията за защита на конкуренцията.

Жалба може да подава всяко заинтересовано лице в 10-дневен срок от обнародването на решението в „Държавен вестник“, съответно от уведомяването за решението или действието. Жалбата не спира процедурата за предоставяне на концесия, освен ако бъде наложена временна мярка. Искове за установяване на нищожността на концесионен договор, както и искове за обезщетение за вреди, претърпени в резултат на нарушение на закона при провеждане на процедура за предоставяне на концесия, се разглеждат по реда на Гражданския процесуален кодекс. Жалбата се подава до Комисията за защита на конкуренцията с копие до концедента за решение по чл. 39 и по чл. 58, ал. 2, съответно – до органа, който организира провеждането на процедурата. Жалбата трябва да е написана на български език и да съдържа:
1. наименованието на органа, до който се подава;
2. за жалбоподател – юридическо лице: наименованието, седалището и адреса на управление и данни за регистрация съгласно законодателството на държавата на неговото установяване, а за жалбоподател – физическо лице: името, адреса и данни за самоличността му;
3. наименованието и адреса на органа, чието решение, действие или бездействие се обжалва;
4. данни за процедурата и за решението, действието или бездействието, което се обжалва;
5. оплакванията и искането на жалбоподателя;
6. подпис на лицето, което подава жалбата, или на неговия пълномощник. Към жалбата се прилагат доказателствата, с които жалбоподателят разполага, и документ за платена държавна такса, определена с тарифа, одобрена от Министерския съвет. До произнасяне на Комисията за защита на конкуренцията с решение по чл. 91 съответният орган може сам да отстрани твърдяното в жалбата нарушение. Ако жалбата не отговаря на изискванията по ал. 2 и 3, председателят на Комисията за защита на конкуренцията уведомява жалбоподателя и му дава тридневен срок за отстраняване на нередовностите.

Комисията за защита на конкуренцията не образува производство, когато:
1. жалбата е подадена след изтичане на съответния срок по чл. 83;
2. нередовностите не са отстранени в срока по ал. 5;
3. не е представен документ за внесена държавна такса.

В случаите по ал. 6 председателят на Комисията за защита на конкуренцията връща жалбата с разпореждане, което подлежи на обжалване пред тричленен състав на Върховния административен съд в 7-дневен срок от съобщаването. По мотивирано искане на жалбоподателя Комисията за защита на конкуренцията може да наложи временна мярка – спиране на процедурата за предоставяне на концесия. При произнасяне по искането Комисията за защита на конкуренцията преценява неблагоприятните последици от забавянето на процедурата и възможността за значително увреждане на обществения интерес или на интересите на страните.
(2) Искането по ал. 1 се прави едновременно с подаване на жалбата.
(3) За налагане на временна мярка жалбоподателят е длъжен да представи обезпечение в размер, определен от Комисията за защита на конкуренцията, но не повече от 500 000 лв., под формата на паричен депозит по сметка на Комисията за защита на конкуренцията или банкова гаранция в нейна полза. В тридневен срок от постъпване на жалбата или от отстраняване на нередовностите по нея председателят на Комисията за защита на конкуренцията образува производство и определя докладчик. В 7-дневен срок от образуване на производството Комисията за защита на конкуренцията в закрито заседание с определение се произнася по искането за налагане на временна мярка, като при допускането ѝ определя и размера на обезпечението. Определението за допускане на временната мярка се съобщава на жалбоподателя. Определението, с което се отказва допускане на временната мярка, се съобщава и на двете страни. Обезпечението се внася от жалбоподателя в 5-дневен срок от съобщаването. Временната мярка се смята за наложена от датата на представяне на обезпечението до приключване на производството по обжалване с влязло в сила решение. Комисията за защита на конкуренцията съобщава на ответната страна за наложената временна мярка в деня на налагането ѝ. Определението, с което Комисията за защита на конкуренцията се произнася по искането за налагане на временна мярка, подлежи на обжалване пред тричленен състав на Върховния административен съд в 7-дневен срок от съобщаването за отказа по ал. 3 или за наложената мярка по ал. 5. Обжалването на определението не спира производството пред Комисията за защита на конкуренцията и изпълнението на наложената временна мярка. Определението на съда е окончателно.
Обезпечението подлежи на връщане с разпореждане на председателя на Комисията за защита на конкуренцията в 7-дневен срок от определението на съда, с което се отменя наложената временна мярка, или от влизане в сила на решението, с което се уважава жалбата по чл. 83. При оставяне на жалбата без уважение представеното обезпечение се превежда като приход в държавния бюджет. Докладчикът проучва обстоятелствата по жалбата, за което се подпомага от администрацията на Комисията за защита на конкуренцията. В производството пред Комисията за защита на конкуренцията се допускат устни и писмени доказателства и експертни становища. След приключване на проучването на страните се дава възможност да се запознаят със събраните по преписката доказателства. Страните са длъжни да представят всичките си доказателства най-късно в деня преди заседанието по разглеждане на жалбата. След приключване на проучването докладчикът представя преписката на председателя на Комисията за защита на конкуренцията, който насрочва открито заседание за разглеждането ѝ. Страните се призовават по реда на Гражданския процесуален кодекс и могат да ползват адвокатска защита. Заседанията са редовни, когато присъстват най-малко петима от членовете на Комисията за защита на конкуренцията. Комисията за защита на конкуренцията взема решения с явно гласуване и с мнозинство от четири гласа. Когато на заседанието присъстват по-малко от седем членове и не може да бъде постигнато мнозинство от четири гласа, приема се, че жалбата е оставена без уважение или че искането за налагане на временна мярка е отхвърлено. Член на Комисията за защита на конкуренцията е длъжен да си направи самоотвод при наличие на някое от следните основания:
1. когато е бил пълномощник на някоя от страните;
2. когато е бил в трудовоправно или гражданскоправно отношение с някоя от страните;
3. когато поради други обстоятелства може да се смята за предубеден или заинтересован пряко или косвено от изхода на преписката. Заседанието започва с решаване на предварителните въпроси относно редовността на процедурата. При наличие на основание по ал. 3 страните могат да поискат отвод на член на Комисията за защита на конкуренцията. На страните в производството могат да се задават въпроси по ред, определен от председателя на Комисията за защита на конкуренцията. Когато счете, че обстоятелствата по жалбата са изяснени, председателят предоставя възможност на страните за становища. След изясняване на спора от фактическа и правна страна председателят закрива заседанието.

Комисията за защита на конкуренцията в закрито заседание постановява решение, с което:
1. оставя жалбата без уважение, или
2. отменя незаконосъобразното решение на органа или установява незаконосъобразно действие, съответно бездействие, и със задължителни указания връща преписката на органа за продължаване на процедурата за предоставяне на концесия от последното законосъобразно решение или действие.

Когато е обжалвано решението за определяне на концесионер и няма наложена временна мярка, Комисията за защита на конкуренцията:
1. оставя жалбата без уважение, или
2. установява незаконосъобразността на решението.

В последния случай сключеният концесионен договор запазва действието си, а заинтересованите лица имат право да търсят обезщетение по реда на Гражданския процесуален кодекс.
Решението на Комисията за защита на конкуренцията е писмено и съдържа:
1. наименованието на органа, който го е издал;
2. мотиви;
3. диспозитивна част;
4. пред кой орган и в какъв срок решението може да се обжалва.

Член на Комисията за защита на конкуренцията, който не е съгласен с решението, го подписва с особено мнение, което се прилага към решението. Комисията за защита на конкуренцията се произнася по жалбата в двумесечен срок от образуване на производството. Решението заедно с мотивите се изготвя и обявява най-късно в 14-дневен срок от произнасянето по жалбата. Комисията за защита на конкуренцията с определение прекратява производството:
1. когато жалбата е недопустима;
2. когато жалбоподателят – физическо лице, е починал или юридическото лице е прекратено без правоприемник;
3. при оттегляне на жалбата.

Определението по ал. 1 подлежи на обжалване пред тричленен състав на Върховния административен съд в 14-дневен срок от съобщаването му на страните. Решението на Комисията за защита на конкуренцията подлежи на обжалване в 14 дневен срок пред Върховния административен съд, като решението на ВАС е окончателно.